# Lista de emissoras de televisão de Roraima
Esta é uma lista de emissoras de televisão do estado brasileiro de Roraima. São 10 emissoras concessionadas pela ANATEL. Pela lei, uma Retransmissora de Televisão (RTV) dentro da Amazônia Legal pode gerar programação local e comercializar espaços comerciais. As emissoras podem ser classificadas pelo nome, canal analógico, canal digital, cidade de concessão, razão social, afiliação e prefixo.

## Canais abertos
| Nome                        | CV | CD      | CA | Concessão    | Razão social                             | Afiliação                                               | Prefixo |
| --------------------------- | -- | ------- | -- | ------------ | ---------------------------------------- | ------------------------------------------------------- | ------- |
| Band Roraima                | 8  | 36      | —  | Boa Vista    | Buritis Comunicações Ltda.               | Rede Bandeirantes                                       | RTV     |
| Extremo Norte TV            | —  | 19      | —  | Caracaraí    | Sistema Integração Brasil de Comunicação | Rede Meio                                               | RTV     |
| Rede Amazônica Boa Vista    | 4  | 17      | —  | Boa Vista    | Rádio TV do Amazonas Ltda.               | TV Globo                                                | ZYB 600 |
| Rede Amazônica Rorainópolis | 11 | 18      | 11 | Rorainópolis | Rádio TV do Amazonas Ltda.               | TV Globo                                                | RTV     |
| Rede Cidade                 | 28 | 29      | —  | Boa Vista    | TV Cidade de Boa Vista Ltda.             | TV Gazeta                                               | RTV     |
| Tropical TV                 | 10 | 38      | —  | Boa Vista    | Rede Tropical de Comunicação Ltda.       | RedeTV!                                                 | ZYB 601 |
| TV Assembleia               | —  | 57 (48) | —  | Boa Vista    | Senado Federal                           | .1 TV Senado .2 TV Câmara .4 TV Câmara Municipal        | ZYP 288 |
| TV Ativa                    | 20 | 19      | —  | Boa Vista    | Sistema AR de Comunicação Ltda.          | TV A Crítica .2 Univesp TV                              | RTV     |
| TV Imperial                 | 6  | 34      | —  | Boa Vista    | TV Imperial Sociedade Limitada           | Record                                                  | RTV     |
| TV Norte Boa Vista          | 12 | 40      | —  | Boa Vista    | Sistema Boa Vista de Comunicação Ltda.   | SBT                                                     | RTV     |
| TV Universitária            | 2  | 15      | —  | Boa Vista    | Empresa Brasil de Comunicação S.A. - EBC | TV Brasil .2 Canal Gov .3 Canal Educação .4 Canal Saúde | ZYP 296 |